# Guaram II
Guaram II — გუარამ II en georgià —fou un príncep-primat d'Ibèria de la dinastia dita « guaràmides », que va regnar del 684/685 al 693 segons la cronologia rectificada de Cyril Toumanoff.
Segons Cyril Toumanoff, Guaram II, fils d'Esteve I d'Ibèria (mort l'any 627), era el príncep hereditari (eristavi) de Javakètia-Calarzene on va succeir al seu pare. Va rebre el títol de príncep-primat d'Ibèria després de la mort del seu predecessor en el càrrec, Adarnases II d'Ibèria de la dinastia rival anomenada dels « cosròides », com a vassall del Califa.
Vers el 689, després d'una campanya victoriosa dels exèrcits romans d'Orient contra les tropes del Califa, es va reconèixer vassall de l'emperador Justinià II que li va conferir el títol de curopalata.
A la seva mort cap al 693, va tenir com a successor a Guaram III d'Ibèria, que sembla amb molta probabilitat el seu net. És a aquesta època que els àrabs van instaurar de nou la seva autoritat al Caucas i van instal·lar un virrei o governador (wali) a Dvin.
En una obra recent, Stephen H.Rapp formula una altra hipòtesi sobre l'origen d'aquest príncep amb la finalitat de posar en coherència la genealogia d'aquest amb la inscripció que figura a la placa exterior de l'església de la Santa Creu de Mtskhetha. Guaram II seria el fill del príncep-primat Esteve II d'Ibèria (637/642-650), i aquest al seu torn el fill del hypatos Adarnases I (627/637-642) del qual la successió hauria estat assegurada pel seu oncle el hypatos Demetri (637/642), el germà del « patrici » Esteve I d'Ibèria (590-627), que hauria estat breument príncep després del seu nebot.